# Trigonella schlumbergeri
Trigonella schlumbergeri är en ärtväxtart som beskrevs av Pierre Edmond Boissier. Trigonella schlumbergeri ingår i släktet trigonellor, och familjen ärtväxter. Inga underarter finns listade i Catalogue of Life.